# Amata insularis
Amata insularis är en fjärilsart som beskrevs av Butler 1876. Amata insularis ingår i släktet Amata och familjen björnspinnare. Inga underarter finns listade i Catalogue of Life.